# Endasys granulifacies
Endasys granulifacies là một loài tò vò trong họ Ichneumonidae.